# Fair Work Act 2009
Démarrant le 1er juillet 2009, le Fair Work Act 2009 est une loi australienne adoptée par le Gouvernement Rudd (2007–2010) (en) après son arrivée au pouvoir en 2007 pour réformer le système de relations industrielles en Australie,. Il a abrogé la précédente législation WorkChoices (en) 2005 du gouvernement Howard (en) et lancé une nouvelle série, toujours en vigueur en September 2020. La loi a créé le Fair Work Australia, rebaptisé plus tard Fair Work Commission (en).
La loi de 2009 relative au travail équitable (organisations enregistrées) —Fair Work (Registered Organisations) Act 2009 — a remplacé la loi de 1996 sur les relations de travail — Workplace Relations Act 1996 (en) — qui à son tour a remplacé la loi de 1988 sur les relations professionnelles, Industrial Relations Act 1988 (en)).

## Négociation collective
La négociation collective (Collective bargaining) réglemente les conditions dans lesquelles les employeurs embauchent des employés et le soins futur, des futurs employés. La négociation collective est un mécanisme qui permet aux employés, aux employeurs et aux parties représentatives d'exprimer leurs objectifs en matière de travail.
Le 1er juillet 2010, les nouvelles modalités de négociation en vertu du Fair Work Act sont entrées en vigueur. Contrairement aux arrangements individuels qui dominaient sous la législation précédente de la Coalition WorkChoices, les nouveaux règlements mettent davantage l'accent sur la négociation d'entreprise avec la suppression des Australian Workplace Agreements (accords individuels australiens sur les lieux de travail). La loi continue d'interdire le Pattern bargaining (en) et supprime la distinction entre les conventions syndicales et non syndicales.

## Négociation de bonne foi
La négociation de bonne foi (Good-faith bargaining), dans laquelle chaque partie « fait un effort sincère » dans les négociations, est au cœur de la loi. La Loi définit ce que l'on entend par négociation de bonne foi: assister et participer à des réunions à des heures raisonnables; divulguer des informations pertinentes (autres que des informations confidentielles ou commercialement sensibles) en temps opportun; répondre aux propositions faites par d'autres représentants négociateurs pour l'accord en temps opportun; prendre véritablement en considération les propositions d'autres représentants négociateurs concernant l'accord et motiver les réponses du représentant négociateur à ces propositions; s'abstenir de tout comportement capricieux ou injuste qui porte atteinte à la liberté d'association ou de négociation collective, et reconnaître et négocier avec les autres représentants négociateurs pour la convention.
Les parties peuvent demander des ordonnances de négociation à la Fair Work Commission (Commission du travail équitable) si elles estiment que l'autre partie n'a pas respecté ces obligations de négociation de bonne foi. La négociation de bonne foi n'oblige pas un représentant négociateur à faire des concessions pendant la négociation de la convention, ni à un représentant négociateur de parvenir à un accord sur les conditions à inclure dans la convention.

### Ordres de négociation
Selon la loi, si une ou plusieurs des parties à la négociation ne remplissent pas les conditions de bonne foi, la partie concernée devrait d'abord fournir à la partie qui n'aurait pas négocié de bonne foi un avis écrit exposant ces préoccupations aux représentants à la négociation concernés, et un délai raisonnable pour répondre à ces préoccupations. Cependant, l'article 229 de la loi stipule qu'il peut ne pas être nécessaire de se conformer aux exigences de notification si la Fair Work Commission est « convaincue qu'il est approprié dans toutes les circonstances de le faire ».
Si la partie ne répond pas de manière appropriée à l'avis écrit, la Commission du travail équitable peut rendre une ordonnance de négociation. Si la partie concernée continue d'ignorer les exigences de bonne foi à la suite de cette ordonnance, la Fair Work Commission peut émettre une déclaration de violation grave.
Si les représentants négociateurs n'ont pas réglé la question de la non-conformité à la fin de la période de négociation post-déclaration (généralement 21 jours), la Commission du travail équitable peut émettre une décision sur le lieu de travail liée à la négociation.

### Agents négociateurs
La loi stipule que les employeurs doivent prendre toutes les mesures raisonnables pour informer les employés de leur droit à un agent négociateur au plus tard 14 jours après la date de notification de la convention. Le moment de la notification est le moment où l'employeur accepte de négocier ou entame une négociation lorsque le FWC détermine qu'il existe un soutien majoritaire parmi les employés pour la négociation collective, ou lorsqu'une ordonnance de portée (une accord) entre en vigueur. L'avis doit préciser que l'employé peut nommer un représentant négociateur pour représenter l'employé dans la négociation de la convention et dans une affaire soumise à FWC qui se rapporte à la négociation de la convention. Une organisation d'employés ne peut être le représentant négociateur d'un employé que si l'organisation est habilitée à représenter les intérêts industriels de l'employé. Une personne peut révoquer son agent négociateur par écrit. Les agents négociateurs sont décrits dans la section 3 du Fair Work Act 2009, et peuvent être l'employeur, une personne que l'employeur nomme par écrit, l'employé ou une personne qu'un employé nomme par écrit.
Si l'employé est membre d'une organisation d'employés habilitée à représenter les intérêts industriels de l'employé et que l'employé ne désigne pas une autre personne comme représentant négociateur, l'organisation sera le représentant négociateur de l'employé. Les instruments de nomination d'un représentant négociateur sont également énoncés dans la section 3. La nomination d'un représentant négociateur entre en vigueur le jour précisé dans l'acte de nomination. L'employeur doit recevoir l'instrument de nomination de l'agent négociateur. Pour une nomination faite par un employeur, une copie de l'instrument de négociation doit être remise, sur demande, à un représentant négociateur d'un employé qui sera couvert par la convention.

### Termes obligatoires
Les conditions obligatoires d'un accord d'entreprise sont énoncées à la section 5 de la Loi. Les accords doivent inclure une clause de flexibilité, c'est-à-dire un mécanisme permettant de modifier l'accord afin de répondre aux besoins de chaque employé tout en préservant les droits et protections de base. Ils doivent inclure l'obligation pour l'employeur de consulter les employés couverts au sujet des changements importants sur le lieu de travail susceptibles d'avoir un effet significatif sur les employés et permettre la représentation de ces employés pour cette consultation. Le taux de rémunération de base convenu ne peut être inférieur à celui fixé par la sentence moderne pertinente.

## Négociation d'égalité
Selon Colling et Dickens (cités dans Baird, Frino et Williamson, 2009), la négociation sur l'égalité `` englobe la négociation collective de dispositions qui présentent un intérêt ou un avantage particulier pour les femmes et/ou sont susceptibles de faciliter l'égalité des sexes ''. Heery (2006, p. 521; tel que cité dans Baird et al., 2009) se réfère à la « négociation sur l'égalité » comme à « plier le programme de négociation pour répondre aux besoins des travailleuses ».
Un certain nombre de facteurs ont été identifiés comme contribuant à l'inclusion de dispositions favorables aux femmes dans les conventions collectives. Il s'agit notamment des forces sociales, du sexe des négociateurs, des priorités de négociation des syndicats, du soutien de la direction et des structures de négociation.
Dickens (2000, p. 203; tel que cité dans Baird et al., 2009) ont constaté que lorsque les femmes sont impliquées dans la négociation, les programmes d'égalité ont tendance à être plus longs, et les femmes accordent également une plus grande priorité aux questions d'égalité que leurs homologues masculins. De plus, lorsque les femmes sont impliquées dans les processus de négociation, les mesures d'égalité sont plus susceptibles d'être incluses dans les conventions collectives définitives (Dickens 1998, p. 34). La négociation sur l'égalité est importante aujourd'hui en raison du vieillissement de la main-d'œuvre, de l'augmentation de la participation des femmes au marché du travail et de la nécessité de retenir les travailleurs. Dans un système déréglementé, la négociation sur l'égalité en souffre et la recherche montre que les syndicats classent les politiques familiales au plus bas du point de vue de leurs priorités de négociation.
La négociation de bonne foi (telle qu'introduite par la loi) peut aboutir à un climat de négociation plus propice à la négociation de dispositions relatives au congé parental que ce qui existait sous la législation précédente. De plus, l'introduction d'un régime de congé parental financé par le gouvernement et d'un congé parental accru (mais non rémunéré) via les normes nationales d'emploi (Div 5, Fair Work Act 2009 ) a sensibilisé la communauté et le mouvement syndical à la question et signifie probablement que la négociation pour un congé parental amélioré sera à l'ordre du jour des négociations syndicales.

## Flux de négociation faiblement rémunéré
Le flux de négociation faiblement rémunéré ( low-paid bargaining stream ) crée un flux unique au niveau international permettant la négociation multi-employeurs entre les employés qui étaient auparavant dépendants des awards. Son objectif est d'encourager les salariés faiblement rémunérés et leurs employeurs à s'engager dans des négociations d'entreprise.
La Loi met en évidence un certain nombre de différences que le courant de négociation à bas salaire intègre par rapport à la négociation «normale». La négociation multi-employeurs est autorisée; la loi autorise en fait l'arbitrage. FWC décidera, sur demande, si certains employés sont éligibles. Une «autorisation faiblement rémunérée» couvrant plus d'un employeur peut être délivrée par FWC.
La loi stipule également que dans ce courant il y aura des conférences obligatoires, y compris avec des tiers, les ordonnances de négociation de bonne foi, règlement des différends, et déterminations contraignantes.
Cette initiative doit ses origines aux débats sur l'impact de WorkChoices et aux tentatives de traiter le problème plus large des bas salaires endémiques.

### Implications et conclusions
La loi a marqué un changement substantiel dans la nature des accords de négociation au sein du système australien de relations professionnelles. La négociation sera basée collectivement au niveau de l'entreprise, contrairement à l'accent mis sur les accords individuels, qui a été encouragé dans le cadre des WorkChoices du gouvernement Howard. Au cœur de la nouvelle législation se trouve le principe de « négociation de bonne foi », qui décrit les comportements nécessaires des marchandages des parties dans les négociations.

## Normes minimales
La loi reconstitue le filet de sécurité des relations professionnelles. Tous les employés ont droit aux dix normes nationales d'emploi (National Employment Standards (en), NES), similaires aux cinq normes australiennes de rémunération et de conditions équitables sous WorkChoices. Les conditions supplémentaires spécifiques à la profession ou à l'industrie sont protégées par les nouveaux prix industriels. Il y a 122 de ces récompenses, contre plus de 4 000 sous l'ancien système. Un autre changement dans les normes nationales d'emploi en vertu de la loi sont les «demandes de modalités de travail flexibles» (Requests for Flexible Working Arrangements). Cette NES permet aux parents ou aux tuteurs d'un enfant mineur ou d'un enfant de moins de 18 ans handicapé, le droit de demander une modification des modalités de travail pour aider à la garde de l'enfant.
La rationalisation du système d'attribution est l'un des aspects les plus significatifs des réformes. Le gouvernement, motivé par le désir de rationaliser, de simplifier et de promouvoir la flexibilité et la productivité, s'est fixé comme objectif de créer une nouvelle norme minimale que toutes les parties à la relation de travail pourraient comprendre, au lieu du système trop compliqué des décennies passées.
Tous les commentateurs ne reconnaissent pas que le gouvernement Rudd a trouvé le juste équilibre entre simplification et protection appropriée. Baird et Williamson, par exemple, soutiennent que les nouvelles normes minimales sont préjudiciables à certains groupes, en particulier aux femmes, car les nouvelles récompenses ne couvrent pas de manière adéquate les femmes travaillant dans les services sociaux, les centres d'appels et le secteur de la santé.

### Le filet de sécurité
En vertu des normes nationales d'emploi (National Employment Standards, NES), les employés ont certaines conditions minimales. Avec les taux de rémunération dans les modern awards (qui sont également généralement entrées en vigueur à partir du 1er janvier 2010) et les ordonnances de salaire minimum, le NES constitue le filet de sécurité qui ne peut être modifié au détriment du salarié.
Il y a dix conditions minimales couvertes par la NES: un nombre maximum d'heures dans la semaine de travail, les demandes d'aménagement de travail flexible, le congé parental et les droits connexes, le congé annuel, le congé personnel ou pour soins et le congé de compassion (compassionate leave ou bereavement leave), le congé de longue durée, le congé pour travaux d'intérêt général., les jours fériés, l'avis de licenciement et les indemnités de licenciement, et une déclaration d'information sur le travail équitable .